# High Energy Astrophysics Division
High Energy Astrophysics Division (HEAD) – oddział American Astronomical Society (AAS) utworzony w 1969 roku w celu wspierania badań nad zastosowaniem fizyki cząstek elementarnych i ogólnej teorii względności w astronomii.
HEAD asystuje i promuje postęp w badaniach nad fizyką cząstek elementarnych, fizyką wysokich energii, fizyką kwantową, fizyką relatywistyczną, fizyką pola grawitacyjnego i badaniem innych zjawisk astrofizycznych powiązanych z powyższymi dziedzinami. Zjazdy HEAD odbywają się raz na rok (ew. półrocze), a także w ramach samego AAS. Oddział przyznaje corocznie:
- Bruno Rossi Prize za wkład do astrofizyki wysokich energii.

Co 18 miesięcy przyznaje także:
- Schramm Award za publicystykę astrofizyki wysokich energii.

Biuletyn (elektroniczny) dotyczący swojej działalności HEAD wydaje dwa razy w roku.